# Heterocrepidius ventralis
Heterocrepidius ventralis – gatunek chrząszcza z rodziny sprężykowatych.
Owad osiąga długość 8,5-9,0 mm.
Owad jest czerwonociemnobrązowy. Dysponuje umiarkowanie długim, gęstym owłosieniem koloru białawej.
Czoło ma łódkowate, o długości większej, niż szerokość, wklęsłe na przedzie pośrodkowo. Zwraca w nim uwagę wydatny, zaokrąglony przedni brzeg. Występuje umiarkowanie szorstka i bardzo gęsta punktuacja. Czułki, wykazujące nieznaczne ząbkowanie, liczą sobie 11 antenomerów. Ich podstawa jest węższa od oka. 2. segment ma kształt kulisty, a 3. − wydłużony i cylindryczny. 4. jest od niego jednak dłuższy. Ostatni z segmentów zwęża się u końca. Górna warga, kształtem przypominająca nieco elipsę, wytwarza sety. Żuwaczki są wąskie, a ich krótkie sety formują pośrodkowo penicillius.
Ostrogi na goleniach mają znaczną długość. Wydłużone scutellum, czyli tarczka, jest prawie kształtu pięciokąta.
Samiec posiada wydłużony aedagus o części podstawnej dłuższej od paramerów.
Heterocrepidius ventralis występuje w Brazylii.